# Arc de triomphe (Kim Il-sung)
Pour les articles homonymes, voir Arc de triomphe (homonymie).
L’arc de triomphe de Kim Il-sung est situé au pied de la colline Moran, à l'endroit où le président Kim Il-sung prononça un discours devant 400 000 personnes, après son retour en Corée, le 14 octobre 1945.
Inauguré en avril 1982 à l'occasion du soixante-dixième anniversaire du président Kim Il-sung, l'arc de triomphe mesure 60 m de haut (soit 9 m de plus que l’arc de triomphe de la place de l'Étoile de Paris), 50,1 m de large et 36,2 m d'épaisseur.
Le Chant du général Kim Il-sung est inscrit en relief sur le bâtiment au-dessus de la façade. Les deux dates inscrites sur les pylônes, 1925 et 1945, marquent le début et la fin de la résistance conduite par Kim Il-sung contre l'occupation japonaise.

## Galerie d'images

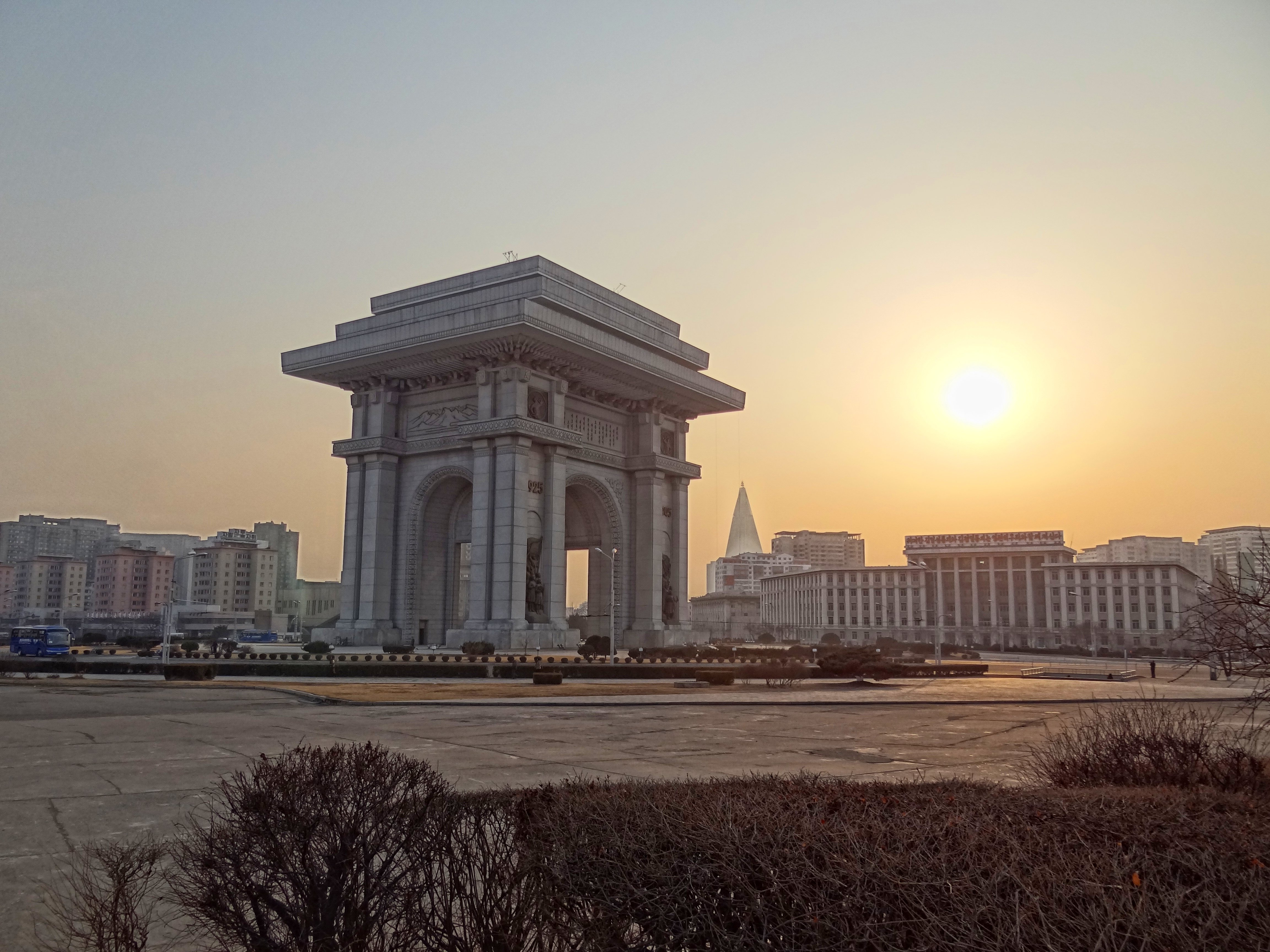
L'Arc de Triomphe à Pyongyang, photographié du nord-est au coucher du soleil en mars 2014. Le bâtiment pyramidal à l'arrière-plan est l'hôtel Ryugyong, le plus haut bâtiment de la Corée du Nord.
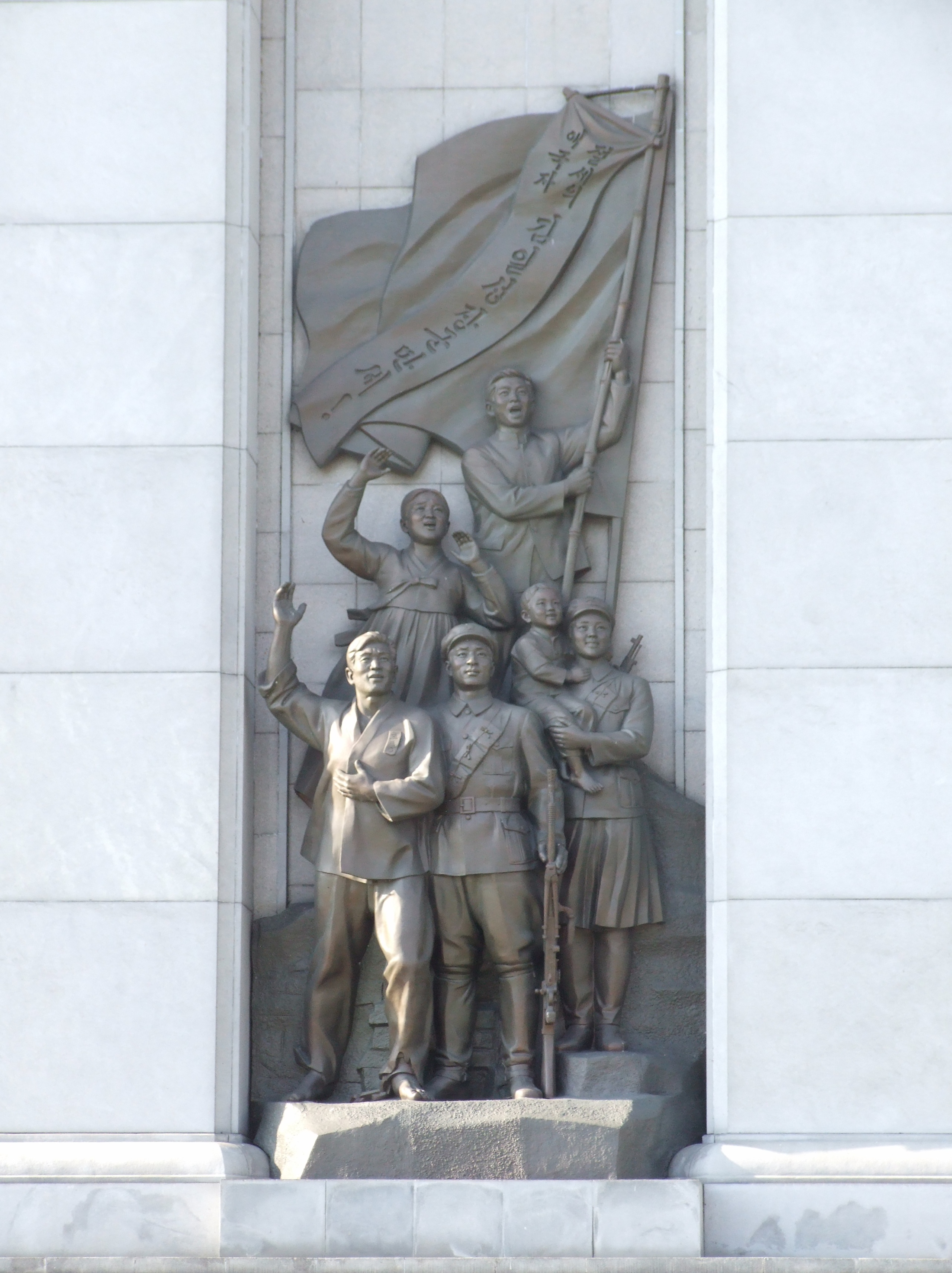
L'Arc de Triomphe à Pyongyang.